# Cerianthula braemi
Espèce
Cerianthula braemi est une espèce de cnidaires de la famille des Botrucnidiferidae.

## Systématique
Le nom valide complet (avec auteur) de ce taxon est Cerianthula braemi Carlgren, 1924.